# Next Aisle Over
Next Aisle Over è un cortometraggio muto del 1919. Il film, di genere comico, è interpretato da Harold Lloyd, Snub Pollard, Bebe Daniels, Sammy Brooks.

## Trama
Un truffatore riceve un lavoro ad un negozio di scarpe per fare una buona impressione ad una ragazza e finisce col fermare un rapimento.

## Produzione
Il film fu prodotto da Hal Roach per la Rolin Films.

## Distribuzione
Distribuito dalla Pathé Exchange, uscì nelle sale cinematografiche USA il 30 marzo 1919.